# 13926 Berners-Lee
13926 Berners-Lee eller 1986 XT är en asteroid i huvudbältet som upptäcktes den 2 december 1986 av den amerikanske astronomen Edward L.G. Bowell vid Anderson Mesa Station. Den är uppkallad efter Tim Berners-Lee.
Asteroiden har en diameter på ungefär 3 kilometer.